# LeRoy Hurd
LeRoy Hurd III (Pascagoula, 26 maggio 1980) è un ex cestista statunitense.
Alto 202 cm per 107 kg, giocava come ala.

## Carriera
Alla Moss Point High School si cimentava con buoni risultati in diversi sport prima di decidere di dedicarsi completamente alla pallacanestro. Per due anni ha frequentato l'università di Miami prima di trasferirsi, con la moglie Noelle, all'Università del Texas a San Antonio. Al suo primo anno a UTSA, nonostante una stagione mediocre della sua squadra, è stato nominato miglior esordiente della Southland Conference. Nel 2003-04 è stato MVP della Conference dopo essere stato il miglior realizzatore con 19,4 punti per gara. Inoltre ha catturato 8,2 rimbalzi di media ed ha contribuito alla vittoria di UTSA nella stagione regolare e nel torneo di conference, consentendogli di giocare per la terza volta il torneo NCAA.
Finita l'esperienza all'università, non è stato scelto al draft NBA 2004 ed ha giocato brevemente per i Columbus Riverdragons, prima di trasferirsi in Italia. Nella stagione 2008-09 è stato protagonista nella Scavolini Pesaro, in Italia ha giocato anche nella Sutor Montegranaro, nel Teramo Basket e nella Nuova Sebastiani Basket Rieti.
Nella stagione 2009-10 ha giocato nella Virtus Bologna.

## Palmarès
- Promozione dalla Legadue alla Serie A: 1
- Sutor Montegranaro 2005-06